# Markaz Abū Qurqāş
Markaz Abū Qurqāş (arabiska: مركز قرقاص) är en region i Egypten.   Den ligger i guvernementet Al-Minya, i den centrala delen av landet, 240 km söder om huvudstaden Kairo. Arean är 6 100 kvadratkilometer.
Terrängen i Markaz Abū Qurqāş är varierad.